# Киновеевское кладбище
Киновеевское кладбище — кладбище в Невском районе в Санкт-Петербурге.

## Расположение
Кладбище расположено в глубине квартала между Дальневосточным проспектом и Октябрьской набережной.
Адрес: Октябрьская набережная, 16а.

Недалеко от кладбища находится церковь Пресвятой Троицы (Октябрьская набережная, дом 18).

## Название
Кладбище получило своё название от домов Киновеевского братства на Малой Охте. Киновеевскими (от греческого слова «киновея», точнее «киновия», то есть «общая жизнь») раньше называли особый вид монастырей, братия которых состояла на полном обеспечении монастыря. Со своей стороны члены братства обязаны были передать всё своё имущество и отдавать свой труд на «общую потребу» монастыря. До середины XX века по Малой Охте также проходил Киновеевский проспект, название которого образовалось от того же слова.
Изначально кладбище называлось Киновиевским (современный проспект Шаумяна включал в себя Киновиевский проспект). Предположительно, изменение названия кладбища на Киновеевское произошло в первой половине XX века. В 2018 году топонимическая комиссия Санкт-Петербурга рекомендовала комитету по развитию предпринимательства и потребительского рынка Санкт-Петербурга, который занимается ведением перечня кладбищ, изменить название на Киновиевское.

## Отдельные захоронения
Среди похороненных на Киновеевском кладбище — ряд известных личностей, в том числе: поэтесса, «светская львица» Серебряного века Паллада Богданова-Бельская (1885—1968); режиссёр, сценарист и либреттист Александр Ивановский (1881—1968), постановщик таких фильмов, как  «Дубровский», «Антон Иванович сердится», «Сильва», «Укротительница тигров» и др.; актёр Александр Кавалеров (1951—2014), который прославился в 15 лет, сыграв в фильме «Республика ШКИД» беспризорника Костю Федотова по прозвищу Мамочка.